# Bułgar Wielki
Bułgar Wielki (ros. Болгар, tat. Bolğar, Bolghar, Bolgar) – historyczne miasto na lewym brzegu Wołgi, około 140 km na południe od Kazania, obecnie w Tatarstanie w Federacji Rosyjskiej.

## Historia
Od VIII do XV wieku stolica Bułgarii Wołżańsko-Kamskiej, państwa, które założyli Prabułgarzy. Była dobrze prosperującym miastem, porównywalnym wielkością i bogactwem z największymi ośrodkami świata islamskiego. W X wieku wielki targ słowiańskich niewolników sprzedawanych do państw arabskich. Pod słowiańskim naciskiem z zachodu, Protobułgarzy zmuszeni byli przenieść stolicę z Bułgaru do Bilär. W XIII wieku wszedł w skład Złotej Ordy, zaś w XV wieku do Chanatu Kazańskiego.
Miasto do Wielkiego Księstwa Moskiewskiego przyłączył wielki książę moskiewski Iwan IV Groźny.
W 1781 roku nazwę miasta zmieniono na Спасск (Чертыково).

## Galeria zdjęć

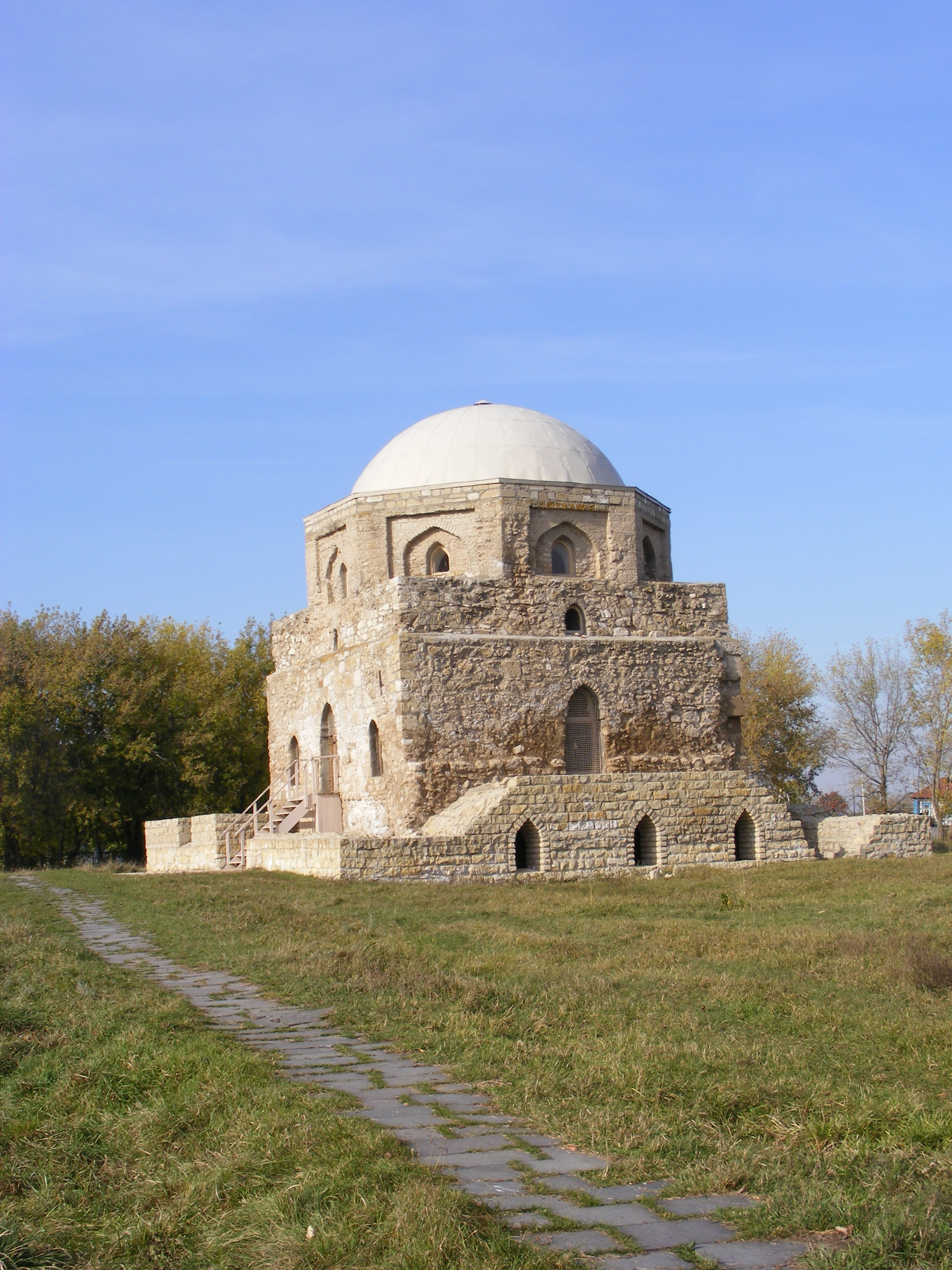
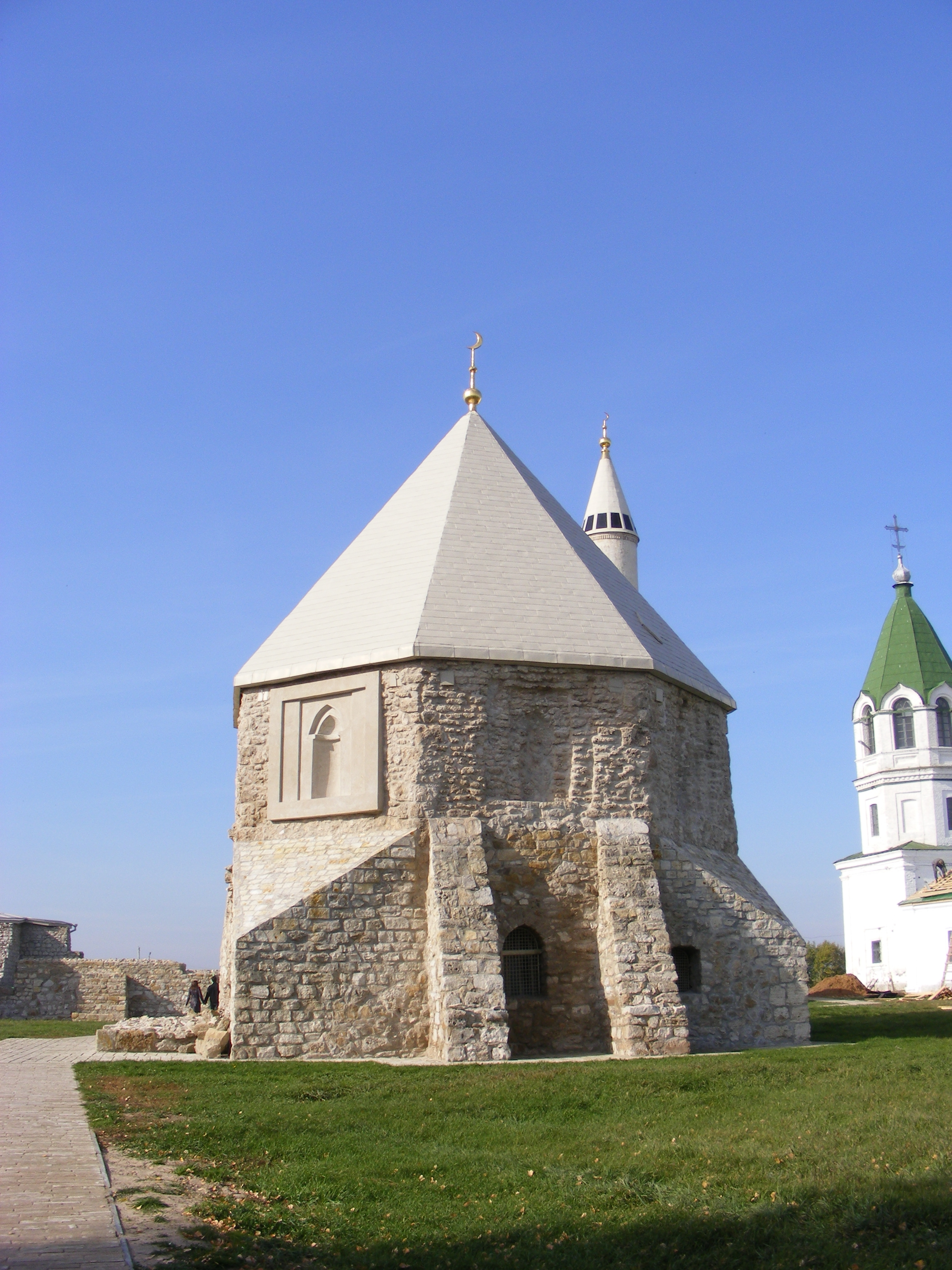
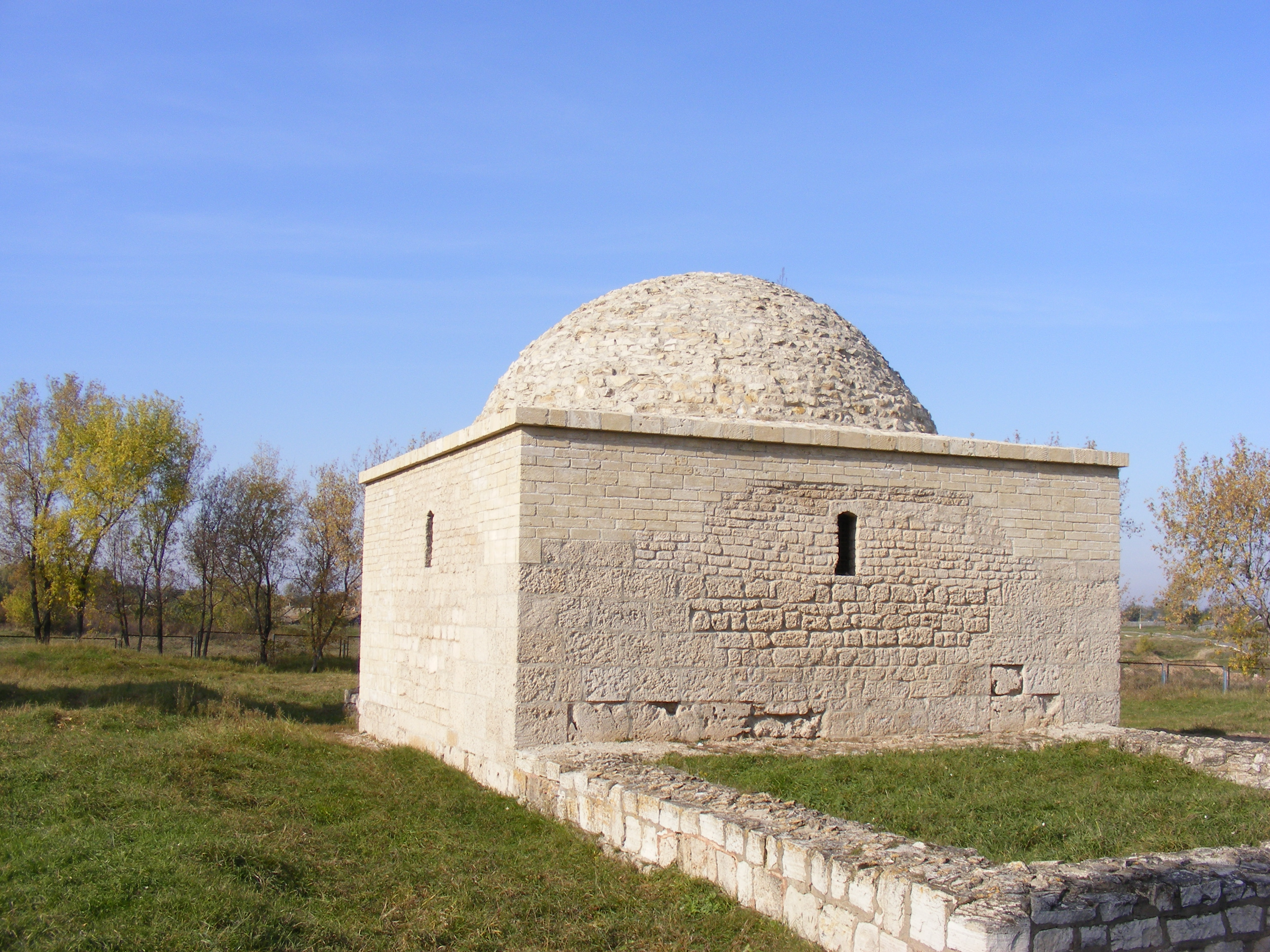
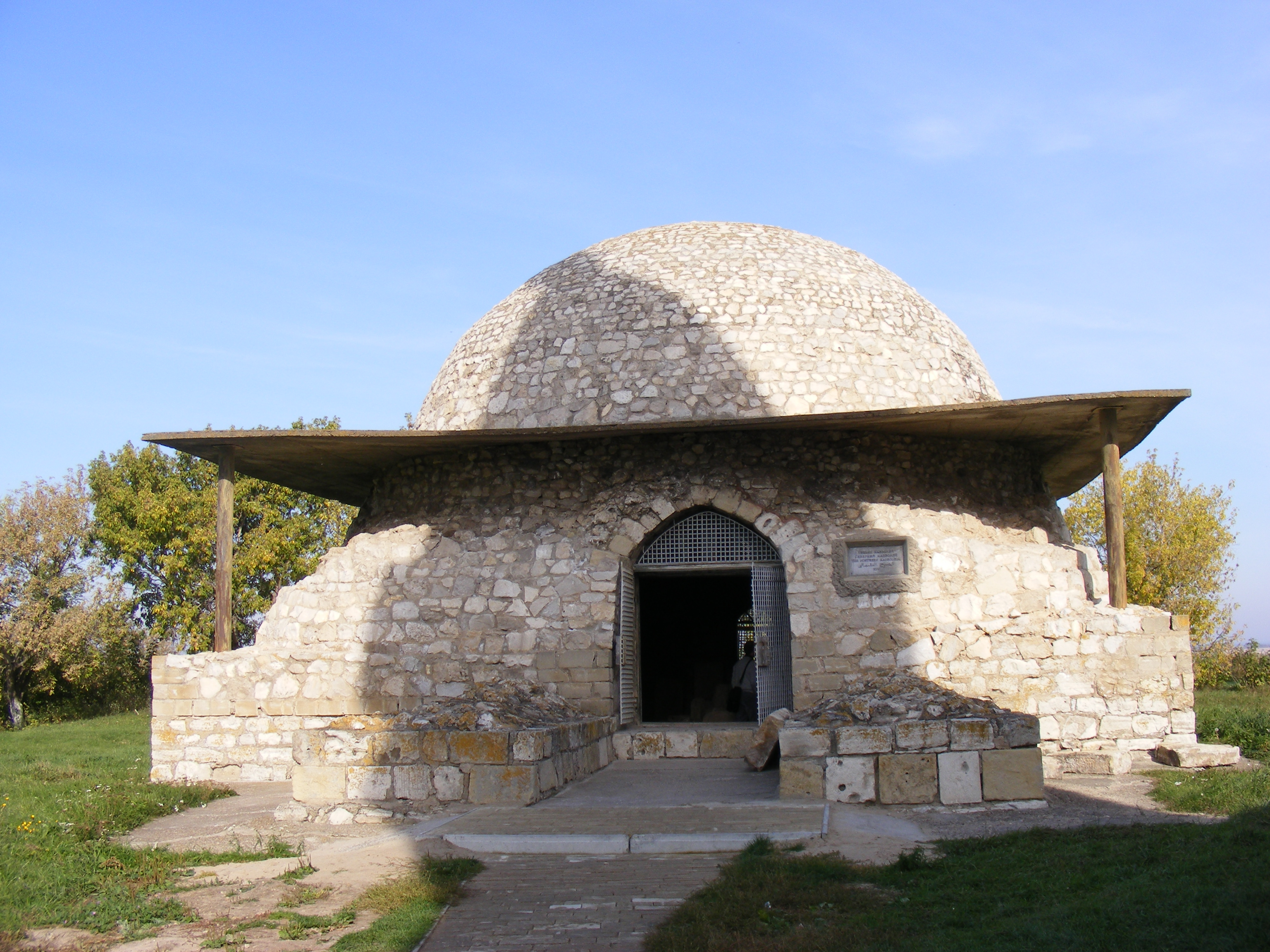
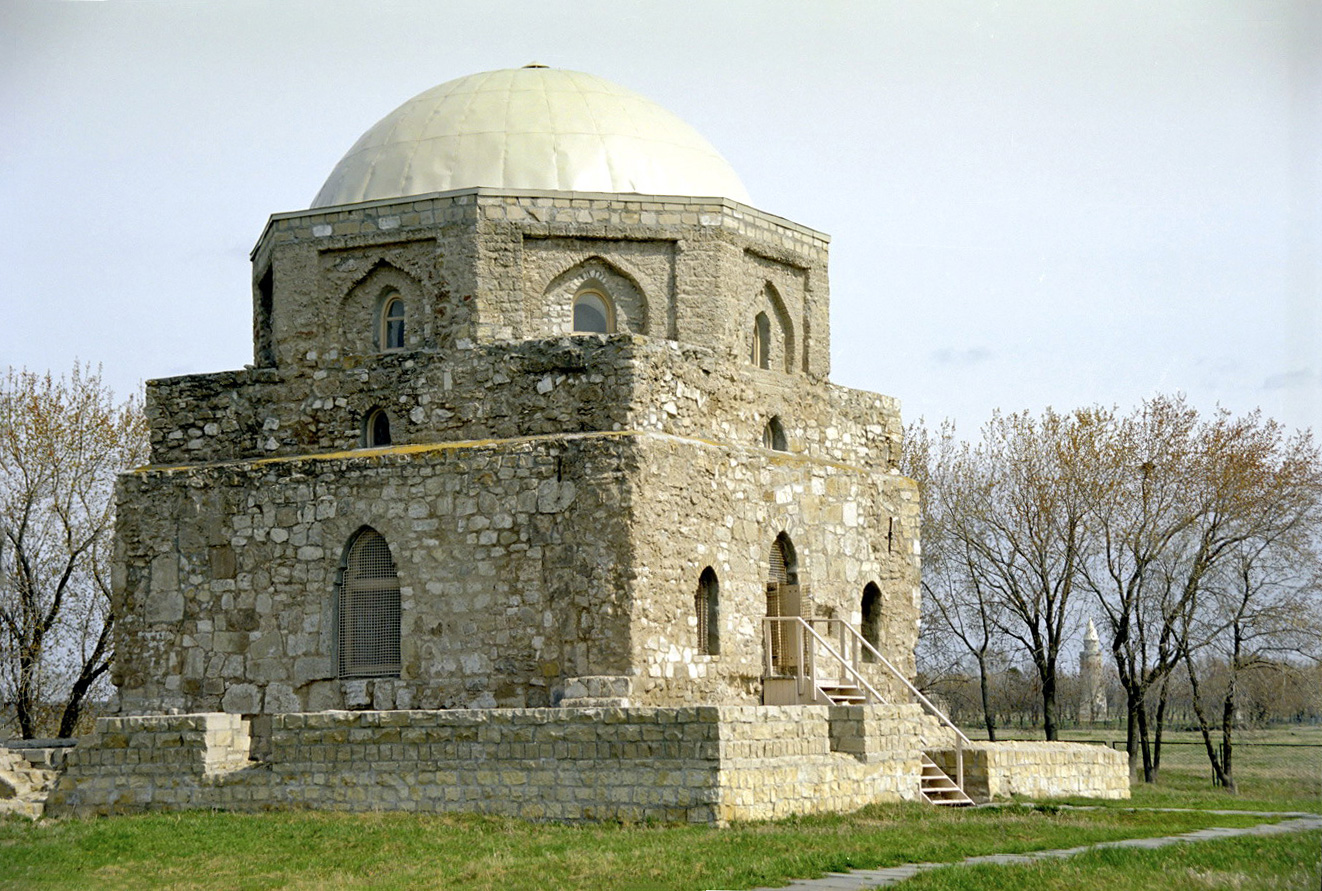
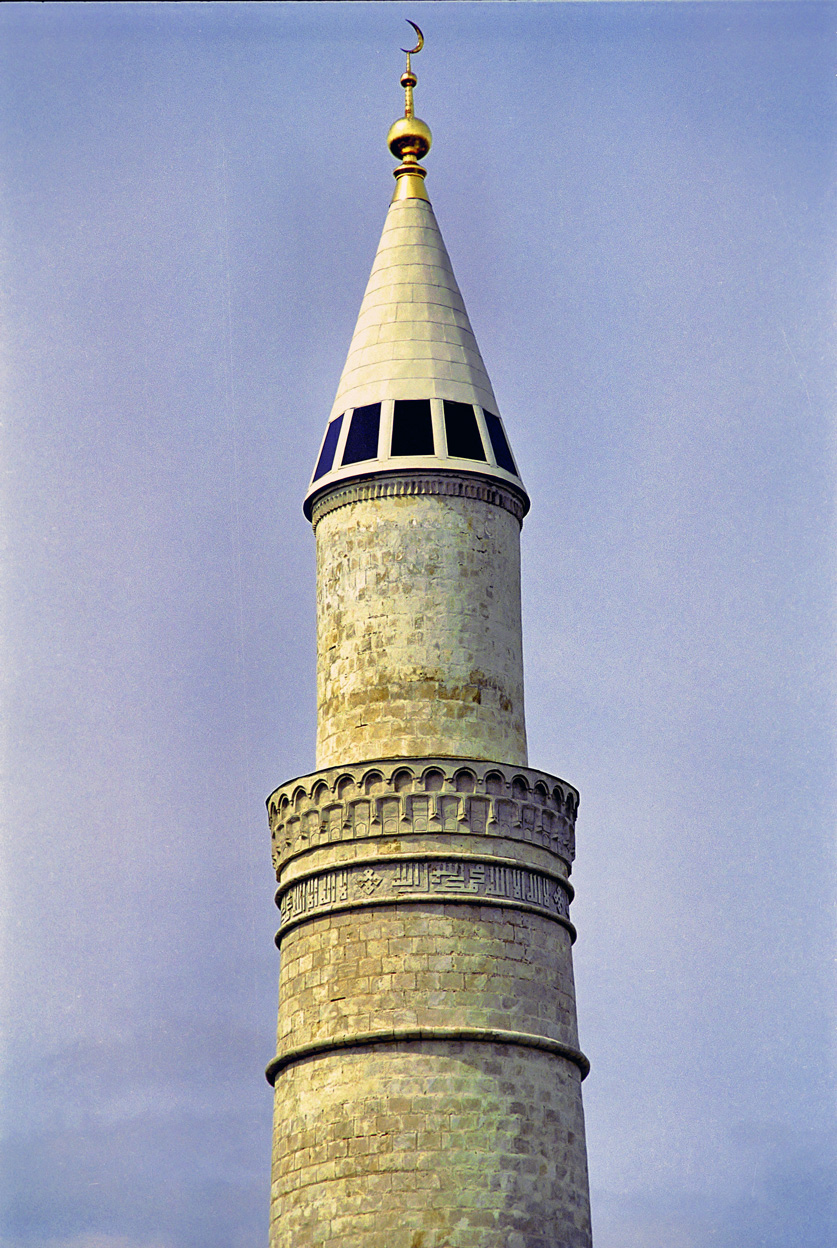